# Salvatore Aldisio
Salvatore Aldisio (Gela, 29 dicembre 1890 – Roma, 27 luglio 1964) è stato un politico italiano e più volte ministro del Regno e della Repubblica dal 1944 al 1954.

## Biografia
Salvatore Aldisio nacque a Terranova di Sicilia (dal 1927 Gela) il 29 dicembre 1890, da Gaetano Aldisio Vella e Gaetana Trevigne; la cittadina si trovava al centro di una vasta zona agricola in cui iniziavano a prosperare vari organismi dell'associazionismo cattolico e socialista (scuole, cooperative, istituti di credito, ecc.) e le nuove idee alimentavano negli ambienti cattolici l'attenzione verso i problemi della società rurale e delle classi povere.
Salvatore, di famiglia agiata, compì i primi studi in quello stesso clima socio-culturale che in quegli anni e in quella terra generò le prime elaborazioni politiche e sociali del popolarismo democratico cristiano italiano. In questo ambiente, ebbe la sua prima formazione culturale nel movimento cattolico, in stretto contatto con la prestigiosa personalità politica di Luigi Sturzo, attivo già da anni nella contigua Caltagirone.
Compiuti gli studi classici, nel 1906 divenne presidente del circolo giovanile popolare della sua città e iniziò a dirigere il giornale Il garofano bianco.
Si laureò in giurisprudenza e agraria e combatté in Cirenaica durante la guerra italo-turca. Nel corso della prima guerra mondiale venne fatto prigioniero sul fronte del Carso e condotto in Boemia.
Fu padrino di battesimo di Sergio Mattarella, figlio dell'amico Bernardo.

## Attività politica

### Il primo dopoguerra
Nel primo dopoguerra divenne segretario del Partito Popolare Italiano di Caltanissetta. Alle elezioni politiche del 1921, a soli trent'anni, fu eletto nelle liste del PPI nella circoscrizione Caltanissetta-Girgenti-Trapani.
Da deputato Aldisio, sulla spinta delle forti pulsioni antilatifondistiche del dopoguerra di cui le stesse leghe bianche nel Mezzogiorno si erano fatte interpreti, presentò un progetto di legge volto al frazionamento e alla colonizzazione del latifondo che andava nella direzione della formazione della piccola proprietà contadina. Nell'estate del 1923 si scontrò con il deputato popolare Filippo Meda disposto ad accettare la legge elettorale fascista proposta da Acerbo. Tale scontro politico fu rilevante poiché si inserì nel più generale contrasto tra le gerarchie ecclesiastiche e lo stesso Luigi Sturzo, contrasto che costrinse quest'ultimo ad abbandonare il partito e l'Italia. Nella lotta di Aldisio contro il latifondo emerse altresì un giudizio di netta avversione al fascismo, che confermò nei suoi ulteriori interventi parlamentari, nella successiva condotta politica e nella esplicita condanna di un tentativo siciliano di formare un gruppo politico di ispirazione clerico-fascista (ottobre 1924).
Ricandidato nel 1924 per la XXVII legislatura, ricevette l'appoggio del movimento popolare e in particolare del vescovo di Piazza Armerina Mario Sturzo, fratello maggiore di Luigi Sturzo. Rieletto deputato nel 1924, decadde nel 1926 dalla carica per aver preso parte alla protesta aventiniana.

### Seconda guerra mondiale
Nel corso del ventennio fascista visse a Gela dove si occupò della sua azienda agricola. Conservò comunque dei contatti con Giuseppe Spataro ed Alcide De Gasperi e nell'estate del 1943, al momento della liberazione della Sicilia dal nazi-fascismo (luglio-settembre 1943), divenne il maggior punto di riferimento del neopopolarismo siciliano.
Dopo lo sbarco alleato in Sicilia, assunse infatti la guida della nascente Democrazia Cristiana siciliana, che fondò nel dicembre 1943 con Bernardo Mattarella e Giuseppe Alessi, nello studio di quest'ultimo a Caltanissetta.
Successivamente fece parte della direzione nazionale del partito.
Nel marzo 1944 venne nominato prefetto di Caltanissetta, e nell'aprile seguente fu scelto come Ministro dell'interno nel secondo Governo Badoglio.
Nell'agosto 1944 venne nominato dal consiglio dei ministri Alto Commissario per la Sicilia e in questo ruolo s'impegnò per l'affermazione dell'autonomia regionale.
I primi passi della rinascita democratica italiana videro Aldisio direttamente impegnato a difendere l'unità del paese, in una prospettiva politica ampiamente concordata con De Gasperi e caldeggiata anche da Luigi Sturzo, ancora in esilio a New York, rivolta a battere le tendenze separatiste e ad assicurare all'arco delle forze antifasciste il governo del nascente Stato democratico. Esplicitamente repubblicano, Aldisio fu tra i firmatari del manifesto antiseparatista della prima coalizione dei rinati partiti politici, il Fronte unico siciliano (novembre 1943), e - per la diretta investitura di De Gasperi ed il suo personale prestigio - fu tra coloro che gettarono le fondamenta della Democrazia cristiana in Sicilia (dicembre 1943). Da Ministro si batté per togliere ai separatisti le amministrazioni locali da questi controllate (prevalentemente a tale scopo emise la circolare del 27 aprile 1944 che invitava i prefetti a tenere conto, nella ricostruzione delle giunte municipali, della composizione del governo e del Comitato di Liberazione Nazionale) e puntò al rafforzamento della polizia per meglio combattere l'illegalità diffusa (mercato nero, banditismo, mafia, separatismo, ecc.).

### Il secondo dopoguerra e gli incarichi ministeriali
Nel settembre 1945 fece parte della Consulta Nazionale.
Restò Alto Commissario per la Sicilia  fino al marzo 1946, quando la Consulta regionale siciliana terminò l'elaborazione dello Statuto speciale della regione.
Eletto il 2 giugno 1946 alla Costituente, alle prime elezioni politiche, per la Democrazia Cristiana nella circoscrizione di Palermo, fu Alto commissario per l'Alimentazione nel secondo Governo De Gasperi. Nel 1947 diventò ministro della Marina Mercantile nel terzo.
Senatore di diritto nella I Legislatura, venne eletto deputato nella II nel Collegio unico nazionale, mentre nella III e IV nella circoscrizione Sicilia occidentale. Alla sua morte venne sostituito dal primo dei non eletti, Francesco Barbaccia.
Fu Ministro dei lavori pubblici nel sesto e settimo Governo De Gasperi, e brevemente nel 1954 dell'Industria e Commercio nel primo Governo Fanfani. Con la cosiddetta legge Aldisio, la L. 10 agosto 1950, n. 715, incentivò l'edilizia privata e la costruzione di nuove abitazioni con mutui a tasso agevolato.
Dal 1958 al 1963 fu Presidente della IX Commissione Lavori Pubblici della Camera. Rieletto nel 1963 alla Camera, morì l'anno successivo.
Nel 1951 propone la demolizione dell'Obelisco di Marconi (progettato da Arturo Dazzi nel 1939), perché secondo lui simbolo fascista.
Nel 1952 nel Primo Programma Poliennale di miglioramento ed incremento della rete stradale dell’Anas, presentato dal ministro dei Lavori Pubblici Salvatore Aldisio, non sono previste autostrade a sud di Salerno.
Fu anche Presidente della Confederazione Cooperative Italiane, dal 1948 al 1950. Dopo la nomina a Ministro dei Lavori Pubblici, nel 1950, si dimise da Presidente della Confederazione Cooperative Italiane e fu, al contempo, proclamato, dal Consiglio Nazionale, Presidente onorario della Confederazione per il suo valido concorso al progrediente sviluppo del movimento cooperativo italiano.
L'On.le Salvatore Aldisio fu, inoltre, Presidente dell'Istituto Luigi Sturzo di Roma dal 1959 fino alla sua scomparsa, avvenuta nel 1964.

## Dediche e riconoscimenti
Gela, la sua città natale, gli ha dedicato un tratto del corso principale della città, una statua in bronzo nella piazza del Municipio e nei primi mesi del 2011 è sorta una Fondazione in suo onore.
In data 27 luglio 2024, nel sessantesimo anniversario della sua scomparsa, si è tenuta una cerimonia commemorativa in ricordo di Salvatore Aldisio presso la Chiesa San Giacomo Maggiore di Gela, con annullo filatelico e patrocinio del Senato della Repubblica.

## Opere
- G. Costa, Salvatore Aldisio - Una vita per il Meridione, suppl. a La Discussione, 23 luglio 1984, n. 30
- Luigi Sturzo, Salvatore Aldisio - Carteggio (1924-1956), Casa Editrice Sciascia - 2001
- G. Costa e C. Naro, Salvatore Aldisio. Cristianesimo e democrazia nell'esperienza di un leader del movimento cattolico siciliano, Casa Editrice Sciascia - 1999
- G. Costa, Salvatore Aldisio. Scritti, discorsi e interviste, Centro Studi sulla Cooperazione "A. Cammarata", Edizioni del Seminario - 1987

### Attività parlamentare
Per la sua attività parlamentare si vedano gli Atti delle legislature XXVI e XXVII del Regno, della Costituente e delle prime quattro legislature repubblicane.